# Megalomártir

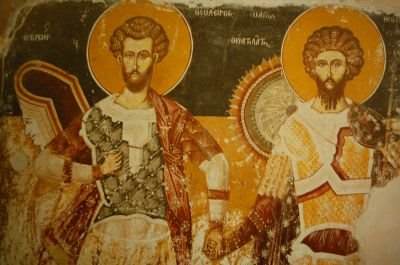
Ícone dos Megalomártires Teodoro Tiro e Teodoro Estratelate (século XVI, Monastério da Transfiguração, Prilepo, Macedônia do Norte).

Megalomártir  (em grego bizantino: μεγαλομάρτυς, megalomártus, "grande mártir" ou "grão mártir", de μέγας mégas, "grande" + μάρτυς mártus, "martir") é uma classificação de santos que são venerados na Igreja Ortodoxa e nas Igrejas Católicas Orientais que seguem o rito de Constantinopla.
De maneira geral, um megalomártir é um mártir que passou por torturas excruciantes - muitas vezes realizando milagres e convertendo pagãos para a cristandade no processo -  e que adquiriram uma veneração ampla através da Igreja. Estes santos são geralmente dos primeiros anos da Igreja, antes do Édito de Milão. Este termo não é aplicado aos santos que poderiam ser melhor descritos como hieromártir (mártires do clero) ou protomártires (os primeiros mártires de uma determinada região).

## Lista parcial dos megalomártires
- Anastácia de Sirmio
- Artêmio de Antioquia
- Bárbara de Nicomédia
- Príncipe Bidzin, Príncipe Elizbar e Príncipe Shalva da Geórgia
- Santa Catarina de Alexandria
- Santa Cristina de Bolsena
- São Demétrio de Tessalônica
- Santa Eufêmia
- São Jorge
- São Jorge, o Novo, de Sofia (1515)
- São Caralampos
- Santa Irene
- João, o Novo, de Suceava
- Ketevan, rainha da Geórgia
- São Lázaro da Sérvia
- Santa Marina
- São Mercúrio
- São Michel-Gobron da Geórgia
- São Pantaleão de Nicomédia
- Santa Parasqueva
- São Fanório
- São Procópio
- São Saba, o Godo
- São Teodoro Estratelate
- São Teodoro Tiro
- São Trifo